# Vol Dan-Air 0034
Le 31 juillet 1979, un Hawker Siddeley HS.748 effectuant le vol Dan-Air 0034, un vol charter exploité par Dan-Air (en), s'écrase en mer à 50 m de la fin de la piste de l'aéroport, entraînant la destruction de l'avion et 17 morts parmi les 47 personnes à bord (15 des 44 passagers et les deux pilotes).
L'appareil transporte du personnel travaillant dans l'industrie pétrolière, entre l'aéroport de Sumburgh, dans l'archipel des Shetland, et l'aéroport d'Aberdeen, en Écosse.

## Avion
L'appareil impliqué, exploité par Dan-Air (en), est un bi-turbopropulseur de type Hawker Siddeley HS.748, immatriculé G-BEKF, qui a effectué son premier vol en 1962. Il est entré en service avec Aerolíneas Argentinas la même année, et a ensuite été exploité par la compagnie pétrolière publique argentine Yacimientos Petrolíferos Fiscales (YPF).
C'est l'un des sept avion de ce type acquis par Dan-Air auprès d'YPF, pour des opérations de soutien à l'industrie pétrolière en mer du Nord en 1977. Au moment de l'accident, il avait cumulé 29 007 heures de vol. Il est engagé sur des vols charter réguliers entre l'aéroport d'Aberdeen et l'aéroport de Sumburgh, afin de transporter du personnel de la compagnie pétrolière. Le vol d'arrivée vers Sumburgh s'est déroulé sans incident et l'équipage a effectué une escale de sept heures avant le vol de retour vers Aberdeen, avec 44 passagers et 3 membres d'équipage à bord.

## Accident
Lorsque le vol 0034 est autorisé à décoller de la piste 09 à 15h59, les pilotes ont augmenté la puissance des moteurs, tandis que l'avion est retenu par ses freins. Le décollage a commencé à 16h00. Des données récupérées plus tard dans l'enregistreur de paramètres ont montré que l'avion accélère normalement jusqu'à atteindre la vitesse V1 de 92 nœuds (170 km/h), puis atteint la vitesse de sécurité V2 de 99 nœuds (183 km/h). Cependant, aucune rotation n'est effectuée alors que l'avion a largement dépassé sa vitesse de rotation VR de 113 nœuds (209 km/h).
Environ cinq secondes après avoir atteint la vitesse de rotation prévue pour le décollage, l'avion a commencé à décélérer. Il a ensuite traversé la route périphérique de l'aéroport et est passé au-dessus des digues protégeant la piste, perdant son aile gauche et brisant son fuselage en deux morceaux. Après avoir piqué du nez dans la mer à 50 m du rivage, l'appareil a coulé à une profondeur d'environ 10 m. Les conditions météorologiques ont entravé les tentatives de sauvetage des survivants par bateau et hélicoptère. Cela a entraîné la mort de 15 passagers et des deux pilotes par noyade.

## Enquête
L'enquête de l'AAIB a conclu que l'accident a été causé par le verrouillage de la gouverne de profondeur de l'avion, ce qui a empêché l'appareil d'effectuer la phase de rotation nécessaire pour le décollage.
On pense que le système de verrouillage de la gouverne s'est réengagé par erreur pendant les vérifications des pilotes avant le décollage, et qu'il n'a été remarqué  qu’après que l'appareil a effectué le décollage à une vitesse trop élevée pour pouvoir l'interrompre à temps.
Le réenclenchement de ce système a été rendu possible car des réparations non conformes ont été effectuées par la maintenance au sol avant le vol.